# Maria Rohm
Maria Rohm, född Helga Grohmann den 13 augusti 1945 i Wien, Österrike, död 18 juni 2018 i Toronto, Kanada, var en österrikisk skådespelerska och filmproducent Hon var gift med Harry Alan Towers från 1964 till hans död 2009, och medverkade i flera av hans produktioner. Sina sista skådespelarinsatser på film gjorde hon 1976 och från 1980-talet producerade hon filmer tillsammans med sin make.

## Filmografi (ett urval)
- 1970 – Count Dracula
- 1970 – Dorian Gray
- 1972 – Skriet från vildmarken
- 1974 – Tio små negerpojkar